# Cameron Alexander
Cameron Alexander (ur. 31 maja 1997 w North Vancouver) – kanadyjski narciarz alpejski, brązowy medalista mistrzostw świata.

## Kariera
Po raz pierwszy na arenie międzynarodowej pojawił się 23 stycznia 2014 roku w Panoramie, gdzie w zawodach FIS w gigancie zajął 18. miejsce. W 2017 roku wystartował na mistrzostwach świata juniorów w Åre, zajmując 44. miejsce w zjeździe. Na rozgrywanych rok później mistrzostwach świata juniorów w Davos był piąty w supergigancie, trzynasty w kombinacji i siedemnasty w zjeździe.
W zawodach Pucharu Świata zadebiutował 30 listopada 2019 roku w Lake Louise, gdzie zajął 48. miejsce w zjeździe. Pierwsze pucharowe punkty wywalczył 18 stycznia 2020 roku w Wengen, gdzie w tej samej konkurencji uplasował się na 19. pozycji. Pierwszy raz na podium zawodów tego cyklu stanął 4 marca 2022 roku w Kvitfjell, wygrywając rywalizację w zjeździe. W zawodach tych pierwsze miejsce zajął ex aequo z Nielsem Hintermannem ze Szwajcarii, a trzecie miejsce zajął Austriak Matthias Mayer.
Podczas mistrzostw świata w Courchevel/Méribel w 2023 roku wywalczył brązowy medal w zjeździe. Wyprzedzili go jedynie Szwajcar Marco Odermatt i Aleksander Aamodt Kilde z Norwegii.

## Osiągnięcia

### Mistrzostwa świata
| Miejsce | Dzień     | Rok  | Miejscowość        | Konkurencja | Czas biegu | Strata | Zwycięzca      |
| ------- | --------- | ---- | ------------------ | ----------- | ---------- | ------ | -------------- |
| 3.      | 12 lutego | 2023 | Courchevel/Méribel | Zjazd       | 1:47,05    | +0,89  | Marco Odermatt |
| DNS     | 7 lutego  | 2025 | Saalbach           | Supergigant | 1:24,57    | -      | Marco Odermatt |

### Mistrzostwa świata juniorów
| Miejsce | Dzień       | Rok  | Miejscowość | Konkurencja | Czas biegu | Strata | Zwycięzca      |
| ------- | ----------- | ---- | ----------- | ----------- | ---------- | ------ | -------------- |
| 44.     | 8 marca     | 2017 | Åre         | Zjazd       | 1:23,34    | +2,85  | Sam Morse      |
| 17.     | 31 stycznia | 2018 | Davos       | Zjazd       | 2:20,18    | +1,11  | Marco Odermatt |
| 5.      | 2 lutego    | 2018 | Davos       | Supergigant | 1:07,59    | +1,30  | Marco Odermatt |
| 13.     | 4 lutego    | 2018 | Davos       | Kombinacja  | 2:01,77    | +4,03  | Marco Odermatt |

### Puchar Świata

#### Miejsca w klasyfikacji generalnej
- sezon 2019/2020: 103.
- sezon 2020/2021: -
- sezon 2021/2022: 68.
- sezon 2022/2023: 64.
- sezon 2023/2024: 26.
- sezon 2024/2025: 22.

#### Miejsca na podium w zawodach
1. Kvitfjell – 4 marca 2022 (zjazd) – 1. miejsce
2. Bormio – 28 grudnia 2023 (zjazd) – 3. miejsce
3. Kvitfjell – 17 lutego 2024 (zjazd) – 3. miejsce
4. Bormio – 28 grudnia 2024 (zjazd) – 3. miejsce
5. Kitzbühel – 25 stycznia 2025 (zjazd) – 3. miejsce